# Temporada do Club Atlético de Madrid de 2019–20
O Club Atlético de Madrid, na temporada 2019–20, disputará a Supercopa da Espanha, La Liga, Copa del Rey e a Liga dos Campeões da UEFA.

## Uniforme
Fornecedor
- Nike

Patrocinador Principal
- Plus500

## Jogadores

### Elenco
Atualizado até 21 de julho de 2019
Legenda
- : Capitão
- : Jogador lesionado/contundido

### Transferências
| - : Jogadores que chegaram ou saíram por empréstimo - : Jogadores que chegaram ou saíram após serem emprestados - : Jogadores que chegaram sem custos | - : Jogadores que chegaram ou saíram após compra de direitos/multa rescisória - : Jogadores que chegaram ou saíram após o fim do contrato - : Jogadores que chegaram ou saíram após terem seus contratos rescindidos |

| Entradas        |      |                      |               |        |
| Jogador         | Pos. | Clube anterior       | Valor         | Ref.   |
| André Moreira   | G    | Feirense             | Empréstimo    | [ 2 ]  |
| Axel Werner     | G    | Málaga               | Empréstimo    | [ 3 ]  |
| Šime Vrsaljko   | LD   | Internazionale       | Empréstimo    | [ 4 ]  |
| Gelson Martins  | A    | Monaco               | Empréstimo    | [ 5 ]  |
| Bernard Mensah  | M    | Kayserispor          | Empréstimo    | [ 6 ]  |
| Luciano Vietto  | A    | Fulham               | Empréstimo    | [ 7 ]  |
| Nicolás Ibáñez  | A    | Atlético San Luis    | Não revelado  | [ 8 ]  |
| Marcos Llorente | V    | Real Madrid          | € 30 milhões  | [ 9 ]  |
| Felipe          | Z    | Porto                | € 20 milhões  | [ 10 ] |
| Héctor Herrera  | Z    | Porto                | Gratuito      | [ 10 ] |
| João Félix      | A    | Benfica              | € 126 milhões | [ 11 ] |
| Renan Lodi      | LE   | Athletico Paranaense | € 20 milhões  | [ 12 ] |
| Ivan Šaponjić   | A    | Benfica              | € 8 milhões   | [ 13 ] |
| Kieran Trippier | LD   | Tottenham            | € 22 milhões  | [ 14 ] |
| Mario Hermoso   | Z    | Espanyol             | Não revelado  | [ 15 ] |

| Saídas            |      |                   |               |        |
| Jogador           | Pos. | Clube posterior   | Valor         | Ref.   |
| Diego Godín       | Z    | Internazionale    | Gratuito      | [ 16 ] |
| Filipe Luís       | LE   | Flamengo          | Gratuito      | [ 17 ] |
| Juanfran          | LD   | São Paulo         | Gratuito      | [ 18 ] |
| Lucas Hernández   | LE   | Bayern de Munique | € 80 milhões  | [ 19 ] |
| Luciano Vietto    | A    | Sporting          | € 7.5 milhões | [ 20 ] |
| Gelson Martins    | A    | Monaco            | € 30 milhões  | [ 21 ] |
| Axel Werner       | G    | Atlético San Luis | Empréstimo    | [ 22 ] |
| Nicolás Ibáñez    | A    | Atlético San Luis | Empréstimo    | [ 22 ] |
| Rodri             | V    | Manchester City   | € 70 milhões  | [ 23 ] |
| Nehuén Pérez      | Z    | Famalicão         | Empréstimo    | [ 24 ] |
| Antoine Griezmann | A    | Barcelona         | € 120 milhões | [ 25 ] |

## Estatísticas
Atualizado em 9 de janeiro de 2020.

### Desempenho da equipe

#### Desempenho geral
| Técnico       | J  | V  | E | D | GP | GS | SG  | %    |
| ------------- | -- | -- | - | - | -- | -- | --- | ---- |
| Diego Simeone | 26 | 13 | 9 | 4 | 33 | 19 | +14 | 61.5 |

#### Como mandante
| Técnico       | J  | V | E | D | GP | GS | SG  | %    |
| ------------- | -- | - | - | - | -- | -- | --- | ---- |
| Diego Simeone | 13 | 8 | 4 | 1 | 19 | 8  | +11 | 71.7 |

#### Como visitante
| Técnico       | J  | V | E | D | GP | GS | SG | %    |
| ------------- | -- | - | - | - | -- | -- | -- | ---- |
| Diego Simeone | 13 | 5 | 5 | 3 | 14 | 11 | +3 | 51.2 |

### Público

#### Maiores públicos
| Nº | Público |                    | Placar | Visitante        | Data                   | Competição        |
| -- | ------- | ------------------ | ------ | ---------------- | ---------------------- | ----------------- |
| 1  | 68 032  | Atlético de Madrid | 0 – 0  | Real Madrid      | 28 de setembro de 2019 | La Liga           |
| 2  | 66 283  | Atlético de Madrid | 2 – 2  | Juventus         | 18 de setembro de 2019 | Liga dos Campeões |
| 3  | 64 198  | Atlético de Madrid | 0 – 1  | Barcelona        | 1 de dezembro de 2019  | La Liga           |
| 4  | 61 603  | Atlético de Madrid | 1 – 1  | Valencia         | 19 de outubro de 2019  | La Liga           |
| 5  | 59 211  | Atlético de Madrid | 2 – 0  | Athletic Bilbao  | 26 de outubro de 2019  | La Liga           |
| 6  | 59 084  | Atlético de Madrid | 2 – 1  | Levante          | 4 de janeiro de 2020   | La Liga           |
| 7  | 58 426  | Atlético de Madrid | 2 – 0  | Lokomotiv Moscou | 11 de dezembro de 2019 | Liga dos Campeões |
| 8  | 57 701  | Atlético de Madrid | 0 – 0  | Celta de Vigo    | 21 de setembro de 2019 | La Liga           |
| 9  | 56 776  | Atlético de Madrid | 1 – 0  | Bayer Leverkusen | 22 de outubro de 2019  | Liga dos Campeões |
| 10 | 56 664  | Atlético de Madrid | 3 – 2  | Eibar            | 1 de setembro de 2019  | La Liga           |

#### Média de público
| La Liga     | Copa del Rey | Liga dos Campeões | Média total |
| ----------- | ------------ | ----------------- | ----------- |
| 58.069 (10) | 0 (0)        | 60.495 (3)        | 59.282 (13) |

#### Público total
| La Liga      | Copa del Rey | Liga dos Campeões | Total        |
| ------------ | ------------ | ----------------- | ------------ |
| 580.694 (10) | 0 (0)        | 181.485 (3)       | 762.179 (13) |

* Em parênteses, o número de jogos.

### Artilharia
Atualizado em 9 de janeiro de 2020.
| #   | Jogador        | Gols | La Liga | Copa del Rey | Liga dos Campeões | Supercopa |
| --- | -------------- | ---- | ------- | ------------ | ----------------- | --------- |
| 1º  | Álvaro Morata  | 10   | 7       | 0            | 2                 | 1         |
| 2º  | João Félix     | 4    | 2       | 0            | 2                 | 0         |
| 2º  | Ángel Correa   | 4    | 3       | 0            | 0                 | 1         |
| 4º  | Diego Costa    | 2    | 2       | 0            | 0                 | 0         |
| 4º  | Felipe         | 2    | 1       | 0            | 1                 | 0         |
| 4º  | Koke           | 2    | 1       | 0            | 0                 | 1         |
| 4º  | Thomas Partey  | 2    | 1       | 0            | 1                 | 0         |
| 4º  | Saúl Ñíguez    | 2    | 2       | 0            | 0                 | 0         |
| 4º  | Vitolo         | 2    | 2       | 0            | 0                 | 0         |
| 10º | Renan Lodi     | 1    | 0       | 0            | 1                 | 0         |
| 10º | Héctor Herrera | 1    | 0       | 0            | 1                 | 0         |
| 10º | Stefan Savić   | 1    | 0       | 0            | 1                 | 0         |

### Assistências
Atualizado em 10 de janeiro de 2020.
| #  | Jogador         | Ass. | La Liga | Copa del Rey | Liga dos Campeões | Supercopa |
| -- | --------------- | ---- | ------- | ------------ | ----------------- | --------- |
| 1º | Ángel Correa    | 6    | 5       | 0            | 0                 | 1         |
| 2º | Kieran Trippier | 4    | 3       | 0            | 1                 | 0         |
| 3º | Diego Costa     | 3    | 2       | 0            | 1                 | 0         |
| 3º | Renan Lodi      | 3    | 2       | 0            | 1                 | 0         |
| 5º | José Giménez    | 2    | 1       | 0            | 1                 | 0         |
| 5º | Koke            | 2    | 1       | 0            | 1                 | 0         |
| 5º | Álvaro Morata   | 2    | 1       | 0            | 0                 | 1         |
| 8º | Santiago Arias  | 1    | 1       | 0            | 0                 | 0         |
| 8º | João Félix      | 1    | 1       | 0            | 0                 | 0         |
| 8º | Héctor Herrera  | 1    | 1       | 0            | 0                 | 0         |
| 8º | Thomas Partey   | 1    | 0       | 0            | 1                 | 0         |
| 8º | Vitolo          | 1    | 1       | 0            | 0                 | 0         |

## Pré-temporada

### Troféu Memorial Jesús Gil y Gil
| 20 de julho de 2019 | Numancia | 0 – 3     | Atlético de Madrid                     | Municipal de El Burgo de Osma, El Burgo de Osma |
| 19:00 (UTC+2)       |          | Relatório | 69' Vitolo · 77' Šaponjić · 83' Felipe | Público: 3 000 Árbitro: ESP Víctor Laín Pérez   |

### Amistosos
| 3 de agosto de 2019 | Atlético San Luis | 1 – 2     | Atlético de Madrid         | Alfonso Lastras Ramírez, San Luis Potosí |
| 12:00 (UTC-5)       | Ibáñez 11'        | Relatório | 72' Camello · 84' Portales | Público: 20 000 Árbitro: MEX César Ramos |

### International Champions Cup
| 23 de julho de 2019 | Chivas Guadalajara | 0 – 0     | Atlético de Madrid | Globe Life Park, Arlington                    |
| 20:00 (UTC-5)       |                    | Relatório |                    | Público: 12 467 Árbitro: EUA Baldomero Toledo |

|                                                 |       | Penalidades                                  |  |
| Ponce Briseño González Huerta Beltrán Cervantes | 4 – 5 | Correa Herrera Šaponjić Felipe Moya Sanabria |  |

| 26 de julho de 2019 | Real Madrid                                    | 3 – 7     | Atlético de Madrid                                                  | MetLife Stadium, East Rutherford       |
| 19:30 (UTC-4)       | Nacho 60' · Benzema 86' (pen.) · Hernández 89' | Relatório | 1', 28', 45' (pen.), 51' Costa · 8' Félix · 19' Correa · 70' Vitolo | Público: 25 527 Árbitro: EUA Ted Unkel |

| 10 de agosto de 2019 | Atlético de Madrid    | 2 – 1 | Juventus    | Friends Arena, Solna        |
| 18:00 (UTC+2)        | Lemar 24' · Félix 33' |       | 29' Khedira | Árbitro: SUE Andreas Ekberg |

### MLS All-Star Game
| 10 de agosto de 2019 | MLS All-Stars | 0 – 3     | Atlético de Madrid                     | Exploria Stadium, Orlando                 |
| 20:00 (UTC-4)        |               | Relatório | 43' Llorente · 85' Félix · 90+3' Costa | Público: 25 527 Árbitro: CAN Drew Fischer |

## Competições

### La Liga

#### Classificação na Liga
| Pos | Equipes            | Pts | J  | V  | E | D | GM | GS | SG  | Classificação ou rebaixamento                          |
| --- | ------------------ | --- | -- | -- | - | - | -- | -- | --- | ------------------------------------------------------ |
| 1   | Barcelona          | 40  | 19 | 12 | 4 | 3 | 49 | 23 | +26 | Fase de grupos da Liga dos Campeões da UEFA de 2020–21 |
| 2   | Real Madrid        | 40  | 19 | 11 | 7 | 1 | 36 | 12 | +24 | Fase de grupos da Liga dos Campeões da UEFA de 2020–21 |
| 3   | Atlético de Madrid | 35  | 19 | 9  | 8 | 2 | 22 | 12 | +10 | Fase de grupos da Liga dos Campeões da UEFA de 2020–21 |
| 4   | Sevilla            | 35  | 19 | 10 | 5 | 4 | 24 | 18 | +6  | Fase de grupos da Liga dos Campeões da UEFA de 2020–21 |
| 5   | Real Sociedad      | 31  | 19 | 9  | 4 | 6 | 33 | 25 | +8  | Liga Europa da UEFA de 2020–21                         |

#### Partidas
1º Rodada
| 18 de agosto de 2019 | Atlético de Madrid | 1 – 0     | Getafe | Wanda Metropolitano, Madrid                         |
| 21:00 (UTC+2)        | Morata 23'         | Relatório |        | Público: 55 099 Árbitro: Guillermo Cuadra Fernández |

2ª rodada
| 26 de agosto de 2019 | Leganés | 0 – 1     | Atlético de Madrid | Butarque, Leganés                                     |
| 21:00 (UTC+2)        |         | Relatório | 71' Vitolo         | Público: 11 742 Árbitro: Ricardo de Burgos Bengoetxea |

3ª rodada
| 1 de setembro de 2019 | Atlético de Madrid                  | 3 – 2     | Eibar                    | Wanda Metropolitano, Madrid                   |
| 19:00 (UTC+2)         | Félix 27' · Vitolo 52' · Thomas 90' | Relatório | 7' Charles · 19' Arbilla | Público: 56 664 Árbitro: Santiago Jaime Latre |

4ª rodada
| 14 de setembro de 2019 | Real Sociedad              | 2 – 0     | Atlético de Madrid | Reale Arena, San Sebastián                   |
| 18:30 (UTC+2)          | Ødegaard 58' · Monreal 61' | Relatório |                    | Público: 34 719 Árbitro: Antonio Mateu Lahoz |

5ª rodada
| 21 de setembro de 2019 | Atlético de Madrid | 0 – 0     | Celta de Vigo | Wanda Metropolitano, Madrid                 |
| 18:30 (UTC+2)          |                    | Relatório |               | Público: 57 701 Árbitro: Mario Melero López |

6ª rodada
| 25 de setembro de 2019 | Mallorca | 0 – 2     | Atlético de Madrid    | Son Moix, Palma de Maiorca                                  |
| 19:00 (UTC+2)          |          | Relatório | 26' Costa · 64' Félix | Público: 19 348 Árbitro: Alejandro José Hernández Hernández |

7º rodada
| 28 de setembro de 2019 | Atlético de Madrid | 0 – 0     | Real Madrid | Wanda Metropolitano, Madrid                          |
| 21:00 (UTC+2)          |                    | Relatório |             | Público: 68 032 Árbitro: José Luis González González |

8ª rodada
| 6 de outubro de 2019 | Valladolid | 0 – 0     | Atlético de Madrid | José Zorrilla, Valladolid                            |
| 16:00 (UTC+2)        |            | Relatório |                    | Público: 23 650 Árbitro: José María Sánchez Martínez |

9º rodada
| 19 de outubro de 2019 | Atlético de Madrid | 1 – 1     | Valencia   | Wanda Metropolitano, Madrid                  |
| 16:00 (UTC+2)         | Costa 36' (pen.)   | Relatório | 82' Parejo | Público: 61 603 Árbitro: Adrián Cordero Vega |

10º rodada
| 26 de outubro de 2019 | Atlético de Madrid    | 2 – 0     | Athletic Bilbao | Wanda Metropolitano, Madrid                                 |
| 21:00 (UTC+2)         | Saúl 28' · Morata 64' | Relatório |                 | Público: 59 211 Árbitro: Alejandro José Hernández Hernández |

11ª rodada
| 29 de outubro de 2019 | Alavés    | 1 – 1     | Atlético de Madrid | Mendizorroza, Vitoria-Gasteiz                     |
| 19:00 (UTC+1)         | Pérez 83' | Relatório | 70' Morata         | Público: 13 783 Árbitro: Javier Estrada Fernández |

12ª rodada
| 2 de novembro de 2019 | Sevilla     | 1 – 1     | Atlético de Madrid | Ramón Sánchez Pizjuán, Sevilha                       |
| 18:30 (UTC+1)         | Vázquez 28' | Relatório | 60' Morata         | Público: 39 957 Árbitro: José Luis González González |

13º rodada
| 10 de novembro de 2019 | Atlético de Madrid                     | 3 – 1     | Espanyol   | Wanda Metropolitano, Madrid                |
| 16:00 (UTC+1)          | Correa 45+1' · Morata 58' · Koke 90+2' | Relatório | 38' Darder | Público: 53 069 Árbitro: Jesús Gil Manzano |

14ª rodada
| 23 de novembro de 2019 | Granada    | 1 – 1     | Atlético de Madrid | Nuevo Los Cármenes, Granada                  |
| 18:30 (UTC+1)          | Germán 67' | Relatório | 60' Lodi           | Público: 17 003 Árbitro: David Medié Jiménez |

15º rodada
| 1 de dezembro de 2019 | Atlético de Madrid | 0 – 1     | Barcelona | Wanda Metropolitano, Madrid                  |
| 21:00 (UTC+1)         |                    | Relatório | Messi 86' | Público: 64 198 Árbitro: Antonio Mateu Lahoz |

16ª rodada
| 6 de dezembro de 2019 | Villarreal | 0 – 0     | Atlético de Madrid | La Cerámica, Vila-real                                      |
| 21:00 (UTC+1)         |            | Relatório |                    | Público: 17 964 Árbitro: Alejandro José Hernández Hernández |

17º rodada
| 14 de dezembro de 2019 | Atlético de Madrid    | 2 – 0     | Osasuna | Wanda Metropolitano, Madrid                        |
| 21:00 (UTC+1)          | Morata 67' · Saúl 75' | Relatório |         | Público: 46 033 Árbitro: José Luis Munuera Montero |

18ª rodada
| 22 de dezembro de 2019 | Betis        | 1 – 2     | Atlético de Madrid      | Benito Villamarín, Sevilha                        |
| 16:00 (UTC+1)          | Bartra 90+3' | Relatório | Correa 58' · Morata 84' | Público: 52 017 Árbitro: Javier Estrada Fernández |

19º rodada
| 4 de janeiro de 2020 | Atlético de Madrid      | 2 – 1     | Levante   | Wanda Metropolitano, Madrid                           |
| 18:30 (UTC+1)        | Correa 13' · Felipe 18' | Relatório | 16' Martí | Público: 59 084 Árbitro: Ricardo de Burgos Bengoetxea |

20ª rodada
| 19 de janeiro de 2020 | Eibar | – | Atlético de Madrid | Ipurua, Eibar |
| 21:00 (UTC+1)         |       |   |                    |               |

21ª rodada
| 26 de janeiro de 2020 | Atlético de Madrid | – | Leganés | Wanda Metropolitano, Madrid |
| 12:00 (UTC+1)         |                    |   |         |                             |

22ª rodada
| 2 de fevereiro de 2020 | Real Madrid | – | Atlético de Madrid | Santiago Bernabéu, Madrid |
| 16:00 (UTC+1)          |             |   |                    |                           |

### Supercopa da Espanha

#### Semifinal
Jogo único
| 9 de janeiro de 2020 | Barcelona                 | 2 – 3 | Atlético de Madrid                        | King Abdullah Sports City, Jidá |
| 22:00 (UTC+3)        | Messi 51' · Griezmann 62' |       | 46' Koke · 81' (pen.) Morata · 86' Correa | Público: 58 410                 |

#### Final
Jogo único
| 12 de janeiro de 2020 | Real Madrid | – | Atlético Madrid | King Abdullah Sports City, Jidá |
| 21:00 (UTC+3)         |             |   |                 |                                 |

### Liga dos Campeões da UEFA

#### Fase de grupos
| Pos | Equipe             | Pts | J | V | E | D | GP | GC | SG |                                  |  | JUV | ATM | LEV | LOM |
| --- | ------------------ | --- | - | - | - | - | -- | -- | -- | -------------------------------- |  | --- | --- | --- | --- |
| 1   | Juventus           | 16  | 6 | 5 | 1 | 0 | 12 | 4  | +8 | Classificado às oitavas de final |  | —   | 1–0 | 3–0 | 2–1 |
| 2   | Atlético de Madrid | 10  | 6 | 3 | 1 | 2 | 8  | 5  | +3 | Classificado às oitavas de final |  | 2–2 | —   | 1–0 | 2–0 |
| 3   | Bayer Leverkusen   | 6   | 6 | 2 | 0 | 4 | 5  | 9  | −4 | Transferido para Liga Europa     |  | 0–2 | 2–1 | —   | 1–2 |
| 4   | Lokomotiv Moscou   | 3   | 6 | 1 | 0 | 5 | 4  | 11 | −7 | Eliminado                        |  | 1–2 | 0–2 | 0–2 | —   |

| 18 de setembro de 2019 | Atlético de Madrid      | 2 – 2     | Juventus                   | Wanda Metropolitano, Madrid                 |
| 21:00 (UTC+2)          | Savić 70' · Herrera 90' | Relatório | 48' Cuadrado · 65' Matuidi | Público: 66 283 Árbitro: PBA Danny Makkelie |

| 1 de outubro de 2019 | Lokomotiv Moscou | 0 – 2     | Atlético de Madrid     | Lokomotiv de Moscou, Moscou                |
| 21:00 (UTC+3)        |                  | Relatório | 48' Félix · 58' Thomas | Público: 27 051 Árbitro: ISR Orel Grinfeld |

| 22 de outubro de 2019 | Atlético de Madrid | 1 – 0     | Bayer Leverkusen | Wanda Metropolitano, Madrid                    |
| 18:55 (UTC+2)         | Morata 78'         | Relatório |                  | Público: 56 776 Árbitro: POR Artur Soares Dias |

| 6 de novembro de 2019 | Bayer Leverkusen         | 2 – 1     | Atlético de Madrid | BayArena, Leverkusen                       |
| 21:00 (UTC+1)         | Thomas 41' · Volland 55' | Relatório | 90+4' Morata       | Público: 28 160 Árbitro: ESL Damir Skomina |

| 26 de novembro de 2019 | Juventus     | 1 – 0     | Atlético de Madrid | Juventus Stadium, Turim                     |
| 21:00 (UTC+1)          | Dybala 45+2' | Relatório |                    | Público: 40 486 Árbitro: ING Anthony Taylor |

| 11 de dezembro de 2019 | Atlético de Madrid            | 2 – 0     | Lokomotiv Moscou | Wanda Metropolitano, Madrid                |
| 21:00 (UTC+1)          | Félix 17' (pen.) · Felipe 54' | Relatório |                  | Público: 58 426 Árbitro: HUN Viktor Kassai |

#### Oitavas de final
Jogo de ida
| 18 de fevereiro de 2020 | Atlético de Madrid | – | Liverpool | Wanda Metropolitano, Madrid |
| 20:00 (UTC+1)           |                    |   |           |                             |

Jogo de volta
| 11 de março de 2020 | Liverpool | – | Atlético de Madrid | Anfield, Liverpool |
| 19:00 (UTC+0)       |           |   |                    |                    |